# عبد الرحيم السقاط
عبد الرحيم السقاط (1933 – 1985) هو ملحن مغربي، يعتبر من أبرز المبدعين المغاربة في مجاله حيث أغنى الساحة الوطنية المغربية بعدة روائع نتيجة تعاونه مع عدة مطربين مغاربة كبار كالمطرب الكبير عبد الهادي بلخياط ونعيمة سميح.

## النشأة
وُلد عبد الرحيم السقاط سنة 1933 بمدينة فاس، التي قضى فيها طفولته وسط عائلة مولعة بالثقافة والفن. وكان جل أصدقائه من أهل الثقافة والفن، مثل المطرب محمد فويتح، ومحمد المزكلدي، والشاعر محمد السرغيني، الذين كانوا يلتقون ويتبادلون هموم الثقافة والفن وينهلون من التراث المغربي الأصيل.
بعد حصوله على شهادة الباكالوريا سنة 1952، استقر بمدينة الرباط، حيث التقى بكبار الفنانين المغاربة، قبل أن يقرر السفر إلى القاهرة سنة 1954 لمتابعة دراسته الجامعية بجامعة الملك فؤاد الأول. وأثناء استقراره هناك، كان يتردد على بعض المعاهد الموسيقية، التي حصل منها على شهادات متميزة في العزف والتأليف والموسيقى، كما ربط علاقات متميزة مع كبار الفنانين في مصر.
بعد عودته إلى المغرب سنة 1956، بدأ يفكر في استغلال التعابير الموسيقية الشعبية والتقليدية الغنية، التي يزخر بها التراث المغربي، فكان همه الأول بعد دراسة الموسيقى وأصولها ينصب حول وضع الأسس الأولى للأغنية المغربية، بغية الخروج من دائرة تقليد الأغاني الشرقية، التي كان يحفظ أجودها عن ظهر قلب.

## مساره الفني
التحق السقاط بـ دار الإذاعة والتلفزة المغربية بالرباط، وسجل أول لحن له «علاش يا غزالي»، التي أداها المطرب المعطي بنقاسم، وحققت شهرة كبيرة تجاوزت الحدود المغربية إلى باقي دول المغرب العربي، ثم المشرق. كانت هذه الأغنية بمثابة الانطلاقة للأغنية المغربية نحو الانتشار.
منذ ذلك الحين، بدأت رحلة السقاط الفنية، حيث أبدع في تقديم أغانٍ خالدة مثل: «بلغوه سلامي» و«عيني علاش الدموع» (أداء عبد الوهاب الدكالي)، و«كأس البلار» و«خسارة فيك غرامي» (غناء فتح الله لمغاري)، و«ما بقيتي عندي في البال» (التي كانت وراء شهرة لحبيب الإدريسي سنة 1964).
لم يقتصر تعاونه على كبار الزجالين المغاربة مثل أحمد الطيب لعلج، وعلي الحداني، وفتح الله لمغاري، بل لحن أيضًا القصيدة الفصحى، حيث تعامل مع الشاعر نزار قباني، ولحن من شعره رائعة «وشاية» التي غناها عبد الوهاب الدكالي في بداياته.
سنة 1961، استقر السقاط بمدينة الدار البيضاء، حيث لحن أجمل الأغاني التي أداها عبد الهادي بلخياط، ومنها: «صدقت كلامهم»، «الصورة»، «قطار الحياة»، «الصنارة» (كلمات فتح الله لمغاري - 1967). سنة 1972، لحن «الخاتم» من كلمات الطاهر سباطة، والتي كانت الانطلاقة الحقيقية للمطربة نعيمة سميح. في سنة 1975، عاد السقاط إلى فاس، حيث ظل مستقراً بها حتى وفاته سنة 1985، بعد مسيرة فنية أثرى خلالها الخزانة الغنائية المغربية بروائع خالدة.

## أعماله
قائمة بالأغاني التي لحنها عبد الرحيم السقاط:
- 1956: علاش يا غزالي – المعطي بنقاسم
- 1961: بلغوه سلامي – عبد الوهاب الدكالي
- 1961: عيني علاش الدموع – عبد الوهاب الدكالي
- 1964: ما بقيتي عندي في البال – لحبيب الإدريسي
- 1967: الصنارة – عبد الهادي بلخياط
- 1967: كأس البلار – فتح الله المغاري
- 1967: خسارة فيك غرامي – فتح الله المغاري
- 1968: وشاية – عبد الوهاب الدكالي
- 1972: الخاتم – نعيمة سميح
- 1972: قطار الحياة – عبد الهادي بلخياط
- 1972: الصورة – عبد الهادي بلخياط
- 1972: صدقت كلامهم – عبد الهادي بلخياط

## وصلات خارجية
- عبد الرحيم السقاط